# ミシシッピ川流域模型水路実験施設

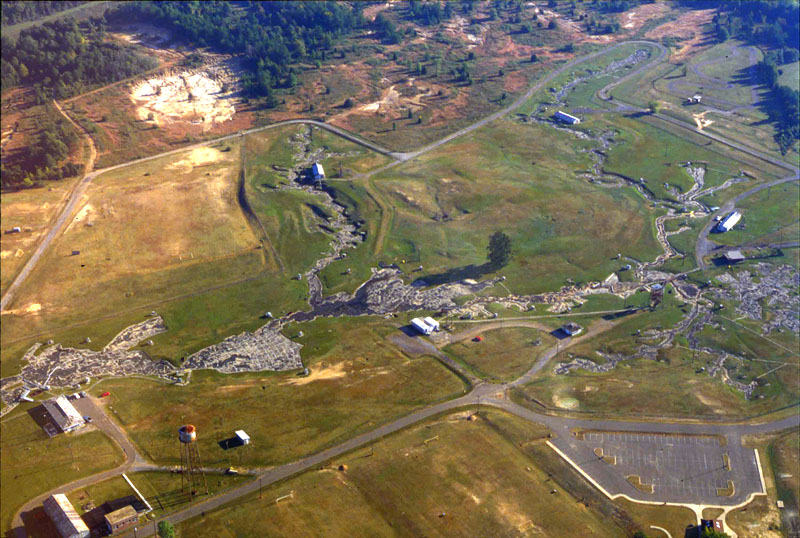
流域模型の全景

ミシシッピ川流域模型水路実験施設（英語: The Mississippi River Basin Model Waterways Experiment Station）は、アメリカ合衆国ミシシッピ州クリントン近隣に所在する、200エーカーの広さを持つミシシッピ川流域の水理学的な大規模模型である。
この模型は1943年から1966年まで建設が行われ、1949年から1973年まで利用された。現在は廃墟となっているが、ジャクソンに所在するバディ・バッツ・パーク（英: Buddy Butts Park）の一部として一般公開が行われている。

## 建設背景
ミシシッピ川流域においては20世紀初頭から、特に1927年のミシシッピ大洪水後の10年間や、1936年の水防法の成立後に、堤防などの大規模でありかつ局所的な洪水調整施設が建設されていた。
ミシシッピ州ヴィックスバーグの水路実験場においては、河川の部分的なモデル化が行われており、アーカンソー州ヘレナからルイジアナ州ドナルドソンビルまでの600マイル (970 km)を1,060フィート (320 m)に縮小したモデルが存在した。
1941年に アメリカ合衆国陸軍工兵隊のユージン・レイボルドは、気象や洪水についてのシミュレーションを行え、かつ治水対策の効果を全体として評価可能であるような、大規模な水理模型を提案した。これは200エーカー (0.81 km2)の面積を持ち、既存の治水対策及び提案されている治水対策の全てと、全長8マイル (13 km)の河川を含むものであった。

## 設計

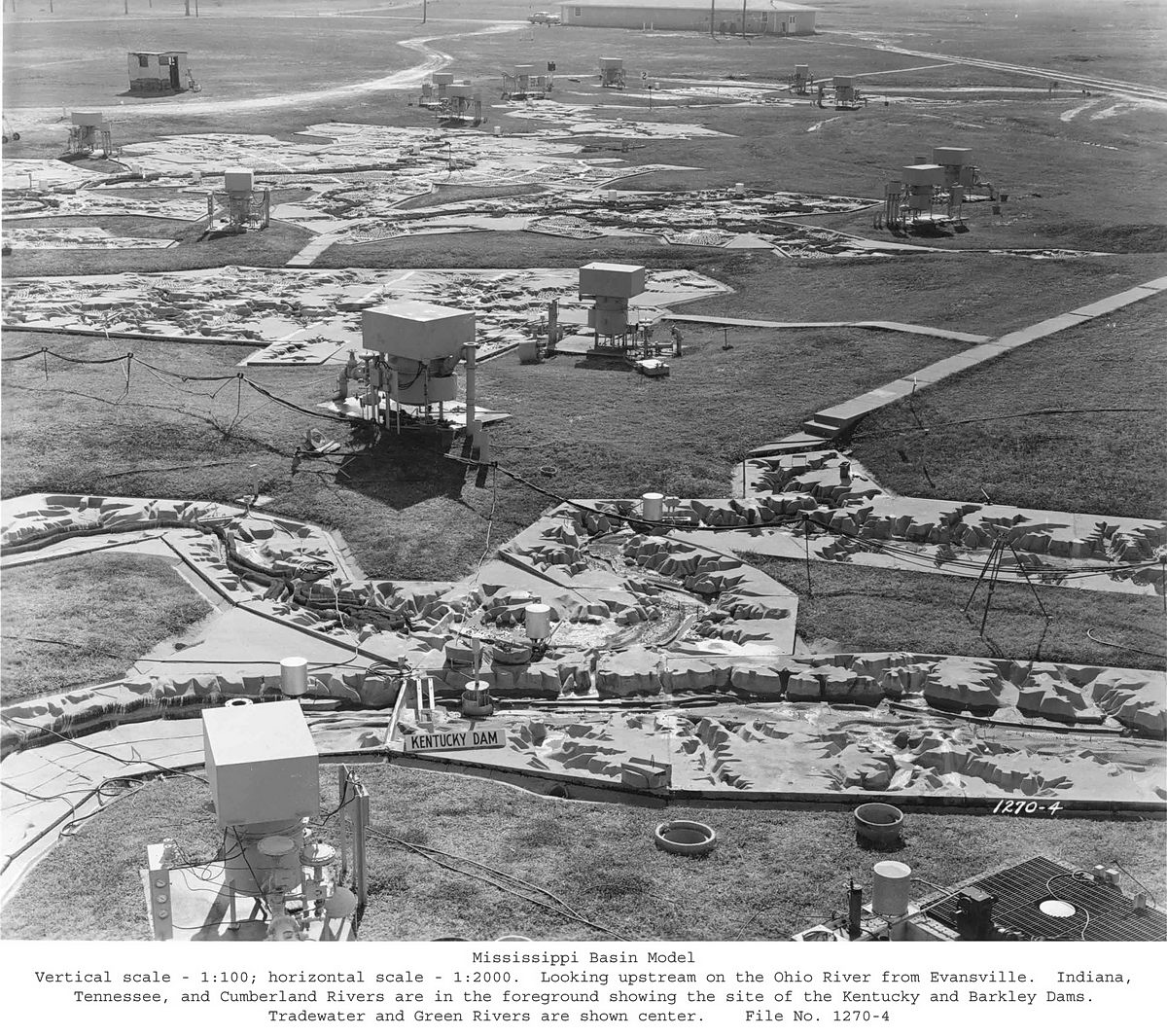
模型の一部

模型は平面方向には2000分の1、鉛直方向には100分の1の大きさで制作された。鉛直方向にスケールを大きくすることによって乱流をよりよくシミュレーションすることが期待された。この設計によって、メキシコ湾は20フィートの深さ、ロッキー山脈は50フィートの高さを持つものとなった。
この模型は約10フィート四方のコンクリート板を組み合わせており、コンクリート板にはミシシッピ川やその支流、崖、湖、氾濫原、橋、堤防などが再現された。また河床に設置した金属製のプラグやくぼみが様々な種類の物質を、折りたたんだ金属網は密集した葉をシミュレートした。この設計により、模型での1ガロンの水は現実での150万ガロンを意味するようになったため、全体として1日の水の流れを5分で再現可能であった。

## 建設
建設は第二次世界大戦中に行われたため労働力が不足していた。そのためイタリアやドイツの捕虜を用いることが提案され、1943年1月に建設が開始された際には作業を指揮する水路実験場職員の住居と、近隣のクリントンのキャンプ・クリントンに3000人を収容できる抑留キャンプが建設された。同年8月に最初の捕虜であるドイツアフリカ軍団の200人が到着し、12月には約1800人となった。

## 運用
1952年までにはミズーリ川の部分は完全に完成していた。同年4月に発生した洪水の際に問題を予測するために使用され、6500万ドルの損害を回避したと考えられている。1959年にはテネシー州メンフィスまでの模型が完成したため、模型全体としての調整テストが開始された。1964年には、ガイド無しのツアーのために開放され、集合センター、12メートルの展望塔、操作観察室、高架通路などがあり、年間5000人が訪れた。
1966年に全体が完成し、貯水池の効果をミシシッピ川流域全体として検証し、最大の治水効果を目指した試験が行われた。ここでは1937年、1943年、1945年、1952年に発生した洪水の再現の他、仮想的な洪水の実験が行われた。
1971年まで部分の実験が行われてきたものの、コストが高いこととコンピュータを用いたシミュレーションの発達により、使用されていない待機状態となった。最後に使用されたのは1973年にミシシッピ川の旧河道管理構造物に壊滅的な故障が発見された時である。この模型を用いることで、ミシシッピ州のニューオーリンズやバトンルージュに汚染水を導くこと無しに、未使用であったモルガンザ放水路を開放することが可能であることを明らかとしたり、補強が必要な堤防を特定した。

## 現状
1993年にジャクソン市に引き継がれ、ミシシッピ州のランドマークとして認定され、周辺には公園が形成された。維持費の関係上、模型は放置されたため植物が繁茂した。2000年にはミシシッピ遺産トラストが作成した「最も危機に瀕している10のリスト（10 Most Endangered List）」に掲載され、2007年にはGoogle Sightseeingに取り上げられた後に、数人の写真家などがブログで紹介した。2010年において、模型そのものは無傷であり、展望塔や歩道がまだ残っていると報告された。
2011年にルイジアナ州立大学の学生らがこの模型を活性化させ、観光名所として再スタートさせるプロジェクトを開始し、American Society of Landscape Architectsがプロジェクトに対して名誉賞を授与した。2013年にJackson Free Pressの記者が模型を訪れ、バディ・バッツ・パーク内で植物が繁茂しているものの一般公開されているとした。
2018年、米国土木学会はこの模型を土木工学歴史建造物に認定した。
ジャクソンのテレビ局であるWAPTが2019年にドローンを用いて調査したところ、植物が生い茂っている他に、汚損やいくつかの崩壊が存在することが明らかとなった。